# Rigodon
Rigodon és una forma musical de dansa, amb compas binari de 2/4 o 2/2, originari de Provença i Llenguadoc. Es ballava a França des de l'època de Lluís XIII. També s'utilitzà en el ballet operístic i a la suite per a clavicèmbal a finals del segle xvii. Tot i que al segle xviii continua estant en voga, s'introdueix poques vegades en la suite tradicional, i en aquest cas s'intercala preferentment entre la sarabanda i la giga, i pot alternar amb un segon rigodon.
Rousseau menciona, sense gaire convicció, la hipòtesi que l'origen d'aquesta dansa es troba en un professor de ball de nom Rigaud, que en seria l'inventor.
Es troben exemples de rigodon al quart Concert royal de Couperin, a les Peces per a clavecí de Rameau o a Le tombeau de Couperin de Ravel.